# Gaska-Bieljaure
Gaska-Bieljaure är en sjö i Arjeplogs kommun i Lappland och ingår i Skellefteälvens huvudavrinningsområde. Sjön har en area på 0,922 kvadratkilometer och ligger 615 meter över havet. Gaska-Bieljaure ligger i Pieljekaise Natura 2000-område. Sjön avvattnas av vattendraget Bieljaurjåkkå.

## Delavrinningsområde
Gaska-Bieljaure ingår i det delavrinningsområde (735817-154725) som SMHI kallar för Utloppet av Gaska-Bieljaure. Medelhöjden är 665 meter över havet och ytan är 14,48 kvadratkilometer. Räknas de 3 avrinningsområdena uppströms in blir den ackumulerade arean 46,72 kvadratkilometer. Bieljaurjåkkå som avvattnar avrinningsområdet har biflödesordning 2, vilket innebär att vattnet flödar genom totalt 2 vattendrag innan det når havet efter 313 kilometer. Avrinningsområdet består mestadels av skog (85 procent). Avrinningsområdet har 1,51 kvadratkilometer vattenytor vilket ger det en sjöprocent på 10,4 procent.